# Laternula elliptica
Laternula elliptica King & Broderip, 1831, è un mollusco bivalve della famiglia Laternulidae, diffuso in Antartide.
Vive tra i 37 e i 248 metri di profondità.